# Championnat du monde masculin de curling 1986
Navigation
Édition précédente Édition suivante
Le Championnat du monde masculin de curling 1986, vingt-huitième édition du championnat du monde de curling, a eu lieu du 31 mars au 6 avril 1986 au CNE Coliseum de Toronto, au Canada. Il est remporté par le Canada.